# Juan de los Barrios
Juan de los Barrios y Toledo OFMObs (ur. w 1496 lub 1497 w Pedroche, zm. 12 lutego 1569 w Bogocie) – hiszpański duchowny rzymskokatolicki, obserwant, biskup-nominat paragwajski, biskup Santa Marty i arcybiskup Santa Fe w Nowej Grenadzie.

## Biografia
Pochodził z Hiszpanii. 21 września 1529 złożył śluby zakonne w Zakonie Braci Mniejszych Obserwantów.
1 lipca 1547 papież Paweł III mianował go biskupem utworzonej tego samego dnia diecezji paragwajskiej. Data przyjęcia przez niego sakry biskupiej nie jest znana. Otrzymał ją w Toledo z rąk arcybiskupa Toledo Juana Martíneza Silíceo. Zyskał szereg przywilejów od króla Hiszpanii Karola V Habsburga i księcia Filipa na rzecz swoją i nowej diecezji. Z Hiszpanii erygował katedrę i kapitułę. Jednocześnie poszukiwał duchownych, którzy razem z nim udadzą się do Ameryki. Problemem okazał się transport - bp de los Barrios nigdy nie przybył do diecezji paragwajskiej.
Po niepowodzeniu misji, Karol V Habsburg zażądał przyznanie bp de los Barriosowi nowej diecezji. 2 kwietnia 1552 papież Juliusz III mianował go biskupem Santa Marty. Rok później on sam, dla większego bezpieczeństwa, poprosił o pozwolenie na przeniesienie swojej siedziby do Bogoty, które papież udzielił w 1554. 11 września 1562 papież Pius IV rozdzielił biskupstwa, pozostawiając diecezję Santa Marta, a de los Barriosa mianując biskupem utworzonej tego samego dnia diecezji Santa Fe w Nowej Grenadzie. 22 marca 1564 ten sam papież podniósł diecezję Santa Fe w Nowej Grenadzie do rangi arcybiskupstwa, a bp de los Barriosa do rangi arcybiskupa, którym był do śmierci.
Abp de los Barrios zmarł nagle 12 lutego 1569.